# Hälsinglands Fotbollförbund
Der Hälsinglands Fotbollförbund (dt. Fußballverband von Hälsingland) ist ein regionaler Fußballverband in Schweden. Er ist einer der 24 Mitgliedsverbände des Svenska Fotbollförbundet. Er hat seinen Sitz in Söderhamn und organisiert den Fußballspielbetrieb in der ehemaligen Provinz Hälsingland. Der Verband besteht derzeit aus 61 Mitgliedern und wird durch Bengt Thyrsson geleitet.

## Mitgliedsvereine
| - Alfta GIF Fotboll - Arbrå BK - Bergsjö IF - Bjuråkers GIF - BK Vismarå - Bogårdens IK - Bollnäs GIF FF - Delsbo IF - Edsbyns IF FF - Enångers IK - Färila IF - Föne IK - Forsa IF - Hällbo IF - Harmångers IF - Hassela IF - Hennans IK - Högs SK - Holmsvedens AIK - Hudiksvalls Allmänna BK - IF Team Hudik | - IFK Bergvik - IFK Gnarp - Iggesunds IK - IK Hälsingbocken - Ilsbo SK - Järvsö BK - Jättendals IF - Kårböle IF - Kilafors IF - Korskrogens IK - Landafors SK - Långheds IF - Ljusdals IF - Ljusne AIK FF - Loos IF - Marma IF - Marma/Mohed FF - Moheds SK - Näsvikens IK - Njutångers IF | - Norrala IF - Norrbo IF - Norrfjärns IF - Nors AIK - Ramsjö SK - Rengsjö SK - Sandarne SIF - Skogs Förenade FK - Söderala Allmänna IK - Söderhamns FF - Strands IF - Strömsbruks IF - Stugsunds IK - Tallåsens IF - Trönö IK - Vallsta IF - Växbo IF - Viksjöfors IF FF - Wallviks IK - Ängebo IK |

## Ligabetrieb
(Quelle:)

### Herren
- Division 4 – eine Liga
- Division 5 – eine Liga
- Division 6 – zwei Ligen
- Division 7 – zwei Ligen

Daneben organisiert der Verband auch eine Nachwuchsliga und eine Alt-Herren-Liga.

### Damen
- Division 3 – eine Liga
- Division 4 – zwei Ligen